# To Cur, with Love
To Cur, with Love (с англ. — «Дворняжке, с любовью») — восьмой эпизод двадцать четвёртого сезона мультсериала «Симпсоны». Выпущен 16 декабря 2012 года в США на телеканале «Fox».

## Сюжет
На премии мистера Бёрнса профессор Фринк демонстрирует своё новое изобретение, но теряет управление и врезается в дом престарелых, из-за чего начинается пожар. Дедушка Эйб на время переселяется к Симпсонам. Позже Гомер увлекается новой игрой на планшете «Деревнеград», где нужно построить свою деревню. Играя в игру, Гомер не обращает внимания на Маленького Помощника Санты, и через некоторое время пёс внезапно пропадает. Наконец, его находят в кухне в шкафу под раковиной. Лиза и Барт понимают, что Гомеру наплевать на Помощника. Гомер говорит, что он не ладит с псом, потому что не «собачник», и Эйб упомнинает другого пса, Бонго. Гомер расстраивается.
Дедушка рассказывает семье, что Бонго был псом и лучшим другом Гомера в детстве. Позже, когда мистер Бёрнс открывал Спрингфилдскую АЭС, он раздавал детям игрушки и оскорбил Гомера, из-за чего Бонго укусил Бёрнса. В гневе Бёрнс стал угрожать Эйбу, что убьёт Бонго, и тот решил спрятать Бонго в доме соседки мисс Виолы, что не только отделило Гомера от Бонго, но и испортило отношения Гомера с отцом. Бёрнс все же наказал Эйба за защиту дворняги приказав глядеть своих гончих целый год.
Гомер по-прежнему недолюбливает Эйба, считая, что Бонго не встретит его и забудет. Эйб даёт сыну открытку, на которой изображён пожилой Бонго, спящий на свитере Гомера, который тот ему дал при расставании. Гомер понимает, что Бонго помнит бывшего хозяина, и мирится с Помощником и отцом. Ночью все трое, обнимаясь, спят на диване, и Гомеру снится, что он выгуливает Маленького Помощника Санты в парке, встретив там себя в детстве и Бонго.
После эпизода идёт короткометражка, в которой мистер Бёрнс рассказывает о фискальном обрыве в США.

## Культурные отсылки
- Бен-Гур — сцена с гребцами
- Тринадцатый этаж — реальность виртуального мира для его обитателей

## Отношение критиков и публики
Во время премьеры эпизод просмотрело около 3.77 миллионов человек 18-49 лет, из-за чего эпизод стал самым малопросматриваемым за всю историю сериала. Это произошло из-за траура по погибшим ученикам школы «Сэнди-Хук» в Коннектикуте. Траур прервал показ намечающихся эпизодов сериалов «Гриффины» и «Американский папа» (они были заменены на прошлогодние). Однако же, в ночь премьеры эпизод по рейтингу обогнал все остальные сериалы. Во время повтора 23 декабря эпизод просмотрело уже 4.89 миллионов человек, хоть он и не стал самым просматриваемым. Критики отнеслись к эпизоду вполне удовлетворительно. Так, Джаспер Гудхёрт из «ShowWatcher» написал: «Не такой уже и смешной эпизод, но если вам неловко смотреть „Гриффинов“ и „Южный Парк“, то это как раз то, что надо».